# Merseyside

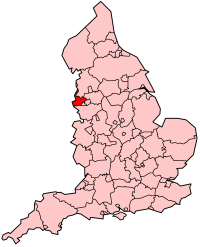
Bản đồ của nước Anh (màu hồng) và vùng Merseyside (màu đỏ)

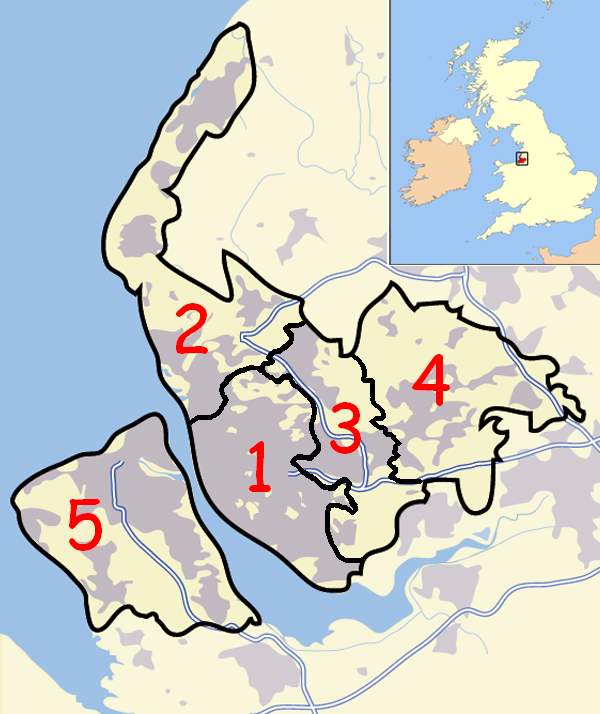
Các địa hạt của Merseyside:
1. Liverpool
2. Sefton
3. Knowsley
4. St Helens
5. Wirral

Merseyside là một hạt vùng đô thị ở vùng Tây Bắc Anh, với dân số 1.365.900. Lấy tên từ sông Mersey, Merseyside ra đời như một hạt vùng đô thị vào năm 1974, sau khi thông qua Đạo luật Chính quyền địa phương năm 1972, và hạt gồm có năm huyện vùng đô thị liền kề các cửa sông Mersey, bao gồm cả thành phố Liverpool. Hội đồng hạt Merseyside đã bị bãi bỏ vào năm 1986, và như vậy nó là khu vực (các huyện vùng đô thị) đang có hiệu quả quyền lực thấp nhất. Tuy nhiên, hạt vùng đô thị vẫn tiếp tục tồn tại trong luật pháp và như một mô hình tham khảo địa lý.
Merseyside được chia thành hai phần bởi cửa sông Mersey: Huyện vùng đô thị của Wirral nằm về phía tây của cửa sông bán đảo Wirral; phần còn lại của hạt nằm ở phía đông cửa sông. Các huyện phía đông của biên giới Lancashire vùng merseyside về phía bắc và Greater Manchester về phía đông, và cả hai phần của vùng Merseyside, phía tây và phía đông cửa sông, biên giới, Cheshire về phía nam. Các lãnh thổ có chứa các huyện của vùng Merseyside trước đây bao gồm các huyện của Birkenhead, Wallasey, Liverpool, Bootle, Southport và St Helens. Birkenhead và Wallasey là một phần của hạt Cheshire, trong khi Liverpool, Bootle, Crosby, Formby, Southport và St Helens là một phần của hạt Lancashire.

## Địa lý
Merseyside được chia thành hai phần bởi các cửa sông Mersey, Wirral nằm ở phía tây của cửa sông, ở phía trên của bán đảo Wirral và phần còn lại của hạt nằm ở phía đông cửa sông. Phần phía đông của đường biên giới vùng Merseyside lên trên Lancashire về phía bắc, Greater Manchester về phía đông, với cả hai phần của hạt giáp Cheshire về phía nam. Các lãnh thổ bao gồm các quận của vùng Merseyside trước đó tạo thành một phần của các quận hành chính của Lancashire (phía đông của sông Mersey) và Cheshire (phía tây của sông Mersey).
Hai bộ phận được liên kết bởi hai đường hầm đường bộ, một đường hầm đường sắt, và Mersey nổi tiếng Ferry.
| post-1974 | post-1974   | pre-1974                | pre-1974          | pre-1974                                                              | pre-1974                    |
| Hạt đô thị | Quận đô thị | Hạt quận                | Không có-hạt quận | Khu vực đô thị                                                        | Khu vực nông thôn           |
| --- | ----------- | ----------------------- | ----------------- | --------------------------------------------------------------------- | --------------------------- |
| Merseyside là một hợp nhất của 22 địa hạt cũ của chính phủ địa phương, bao gồm sáu hạt đô thị và hai quận, thành phố. | Knowsley    |                         |                   | Huyton with Roby • Kirkby • Prescot •                                 | West Lancashire • Whiston • |
| Merseyside là một hợp nhất của 22 địa hạt cũ của chính phủ địa phương, bao gồm sáu hạt đô thị và hai quận, thành phố. | Liverpool   | Liverpool               |                   |                                                                       |                             |
| Merseyside là một hợp nhất của 22 địa hạt cũ của chính phủ địa phương, bao gồm sáu hạt đô thị và hai quận, thành phố. | Sefton      | Bootle • Southport •    | Crosby •          | Formby • Litherland •                                                 | West Lancashire •           |
| Merseyside là một hợp nhất của 22 địa hạt cũ của chính phủ địa phương, bao gồm sáu hạt đô thị và hai quận, thành phố. | St Helens   | St Helens               |                   | Ashton-in-Makerfield • Billinge and Winstanley • Haydock • Rainford • | Whiston •                   |
| Merseyside là một hợp nhất của 22 địa hạt cũ của chính phủ địa phương, bao gồm sáu hạt đô thị và hai quận, thành phố. | Wirral      | Birkenhead • Wallasey • | Bebington •       | Hoylake • Wirral •                                                    |                             |

## Chính quyền địa phương

Phù hiệu của Hội đồng hạt Merseyside.

### Metropolitan boroughs
Merseyside bao gồm Liverpool, Knowsley, Sefton, St Helens và Wirral.

### Chức năng cấp huyện
Mặc dù việc bãi bỏ một số dịch vụ hội đồng quận hạt địa phương vẫn còn chạy trên một cơ sở huyện rộng, hiện nay do liên doanh, Ban của năm quận đô thị này bao gồm:
- Cảnh sát vùng Merseyside
- Hỏa hoạn ở Merseyside & dịch vụ cứu hộ
- Điều hành vận tải hành khách của Merseyside (người cũng chịu trách nhiệm về mạng lưới đường sắt Mersey)
- Merseyside Waste Disposal Authority
- Đề án trợ cấp của Merseyside, quản lý bởi Hội đồng Wirral Borough, có văn phòng tại Liverpool

Một số tổ chức vẫn được công nhận sử dụng tên tuổi của "Merseyside". Các dịch vụ của tòa án tại Tòa án Liverpool chẳng hạn, đăng ký merseysidemcc.org.uk miền ngày 25 tháng 3 năm 2000, hơn một thập kỷ sau khi Hội đồng Merseyside đã bị bãi bỏ.

## Kinh tế
Đây là một biểu đồ của xu hướng của tổng giá trị tăng thêm của khu vực vùng Merseyside với giá hiện hành cơ bản được xuất bản (trang 240-253) do Văn phòng Thống kê Quốc gia với con số trong hàng triệu Bảng Anh.
| Năm  | Tổng giá trị gia tăng khu vực | Nông nghiệp | Công nghiệp | Dịch vụ |
| ---- | ----------------------------- | ----------- | ----------- | ------- |
| 1995 | 10,931                        | 50          | 3,265       | 7,616   |
| 2000 | 13,850                        | 29          | 3,489       | 10,330  |
| 2003 | 16,173                        | 39          | 3,432       | 12,701  |